# Milligania johnstonii
Milligania johnstonii är en enhjärtbladig växtart som beskrevs av Ferdinand von Mueller och George Bentham. Milligania johnstonii ingår i släktet Milligania och familjen Asteliaceae. Inga underarter finns listade i Catalogue of Life.